# Вергани, Эдоардо
Эдоардо Вергани (итал. Edoardo Vergani; родился 6 февраля 2001, Сеграте, Италия) — итальянский футболист, нападающий клуба «Пескара».

## Футбольная карьера
Вергани - уроженец итальянского города Сеграте, расположенного в провинции Милан области Ломбардия. Футболом начинал заниматься в командах «Каругате» и «Монца». Воспитанник миланского «Интера». Принимал участие в Юношеской лиге УЕФА в сезонах 2018/2019, где сыграл один матч, и 2019/2020, где провёл на поле шесть матчей и забил два мяча. Перед сезоном 2020/2021 отправился в годичную аренду в итальянский клуб «Болонья». 5 декабря 2020 года дебютировал в Серии А в поединке против владеющего на него правам «Интернационале», выйдя на поле на замену на 79-й минуте вместо Родриго Паласио.
Выступал за юношеские сборные Италии различных возрастов. Участник Чемпионата Европы 2018 года среди юношей до 17 лет. На турнире провёл все шесть встреч, забил четыре мяча. Стал лучшим бомбардиром турнира. Вместе с командой дошёл до финала, где итальянские юниоры уступили сверстникам из Нидерландов в серии пенальти. Эдоардо был одним из двух игроков, свои удары не реализовавших.

## Достижения
Международные
 Италия (до 17)
- Серебряный призёр чемпионата Европы среди юношей до 17 лет — 2018